# Wymysłów (powiat zduńskowolski)
Wymysłów – wieś w Polsce położona w województwie łódzkim, w powiecie zduńskowolskim, w gminie Zduńska Wola.
W latach 1975–1998 miejscowość należała administracyjnie do województwa sieradzkiego.
W skład tego sołectwa wchodzą wsie: Wymysłów, Kęszyce i Kłady oraz części wsi: Kłady Dworskie i Stare Kłady.